# Searching (canción de INXS)
«Searching» es el cuadragésimo cuarto disco sencillo del grupo australiano de rock INXS, el cuarto desprendido de su décimo álbum de estudio Elegantly Wasted. Nunca se lanzó oficialmente, aunque estaba programado para el mercado del Reino Unido. La canción fue escrita por Michael Hutchence y Andrew Farriss en Dublín en el año 1996. También es el último sencillo con el vocalista original Michael Hutchence, quien murió dos meses después de que la canción fuera lanzada. 
La canción fue presentada de antemano varios meses antes del lanzamiento del álbum, en los Australian ARIA Music Awards en septiembre de 1996.
Según un portavoz de Mercury Records, se imprimió una cantidad mínima de alrededor de 2.000 copias de cada disco con fines promocionales, pero tras la retirada del sencillo se destruyeron todas las copias disponibles. Inevitablemente, una cantidad relativamente pequeña y desconocida de los discos ya había circulado, lo que hacía que los singles fueran piezas de colección muy atractivas, especialmente como un conjunto completo. Sin embargo, la mayoría de las grabaciones y remixes reales han aparecido desde entonces en otros artículos promocionales.
Además de las nuevas mezclas de "Searching", el sencillo incluyó más pistas en directo.
El video de "Searching" fue dirigido por su colaborador Nick Egan y sería el último en el que trabajó la banda antes de su muerte de Hutchence. "Searching" se rodó en San Francisco a finales de julio de 1997 y, de forma inusual, se ajustó a la 'Leadstation Radio Mix' de la canción, no a la versión del álbum.
La narrativa del video es de la banda "Buscando" en las calles a la chica que aparece en la portada del álbum, video y sencillo 'Elegantly Wasted'.

## Formatos
Formatos del sencillo.
En CD
| CD 1997 Mercury Records 568-031-2 INXCD 30 |                                            |                                    |          |  |
| N.º                                        | Título                                     | Escritor(es)                       | Duración |  |
| 1.                                         | «Searching» (Leadstation Radio Mix)        | Andrew Farriss y Michael Hutchence | 4:19     |  |
| 2.                                         | «Searching» (Album Version)                | Andrew Farriss y Michael Hutchence | 4:05     |  |
| 3.                                         | «Searching» (Alex Reece Drum 'N' Bass Mix) | Andrew Farriss y Michael Hutchence | 5:15     |  |
| 4.                                         | «Searching» (Linslee Campbell R'N'B Mix)   | Andrew Farriss y Michael Hutchence | 5:22     |  |

| CD 1997 Mercury Records 568 013-2 INXSD 30 |                                        |                                    |          |  |
| N.º                                        | Título                                 | Escritor(es)                       | Duración |  |
| 1.                                         | «Searching» (Leadstation Funk Workout) | Andrew Farriss y Michael Hutchence | 4:41     |  |
| 2.                                         | «Searching» (Live)                     | Andrew Farriss y Michael Hutchence | 4:09     |  |
| 3.                                         | «Elegantly Wasted» (Live)              | Andrew Farriss y Michael Hutchence | 4:00     |  |
| 4.                                         | «Need You Tonight» (Live)              | Andrew Farriss y Michael Hutchence | 3:04     |  |

| CD 1997 Mercury Records 568 013-2 INXDD 30 |                                          |                                    |          |  |
| N.º                                        | Título                                   | Escritor(es)                       | Duración |  |
| 1.                                         | «Searching» (Leadstation Main Mix)       | Andrew Farriss y Michael Hutchence | 4:40     |  |
| 2.                                         | «Searching» (Bosch Mix)                  | Andrew Farriss y Michael Hutchence | 3:26     |  |
| 3.                                         | «I'm Just A Man» (Acoustic Version)      | Andrew Farriss y Michael Hutchence | 4:24     |  |
| 4.                                         | «Never Tear Us Apart» (Acoustic Version) | Andrew Farriss y Michael Hutchence | 2:34     |  |